# Scheele (kráter)
Scheele je malý impaktní kráter miskovitého tvaru nacházející se v jižní oblasti měsíčního moře Oceanus Procellarum na přivrácené straně Měsíce. Pojmenován je podle švédského chemika Carla Wilhelma Scheeleho. Nachází se východně od velkého lávou zatopeného kráteru Letronne a jižně od kráteru Wichmann.
Než byl v roce 1976 Mezinárodní astronomickou unií přejmenován, nesl označení Letronne D.